# Shinzanmono
Shinzanmono è un dorama stagionale primaverile prodotto e mandato in onda da TBS in 10 puntate nel 2010; è tratto da una novella dell'autore di spy-story Keigo Higashino.

## Sigla
Machimonogatari di Tatsuro Yamashita